# Haus zum Roten Ochsen

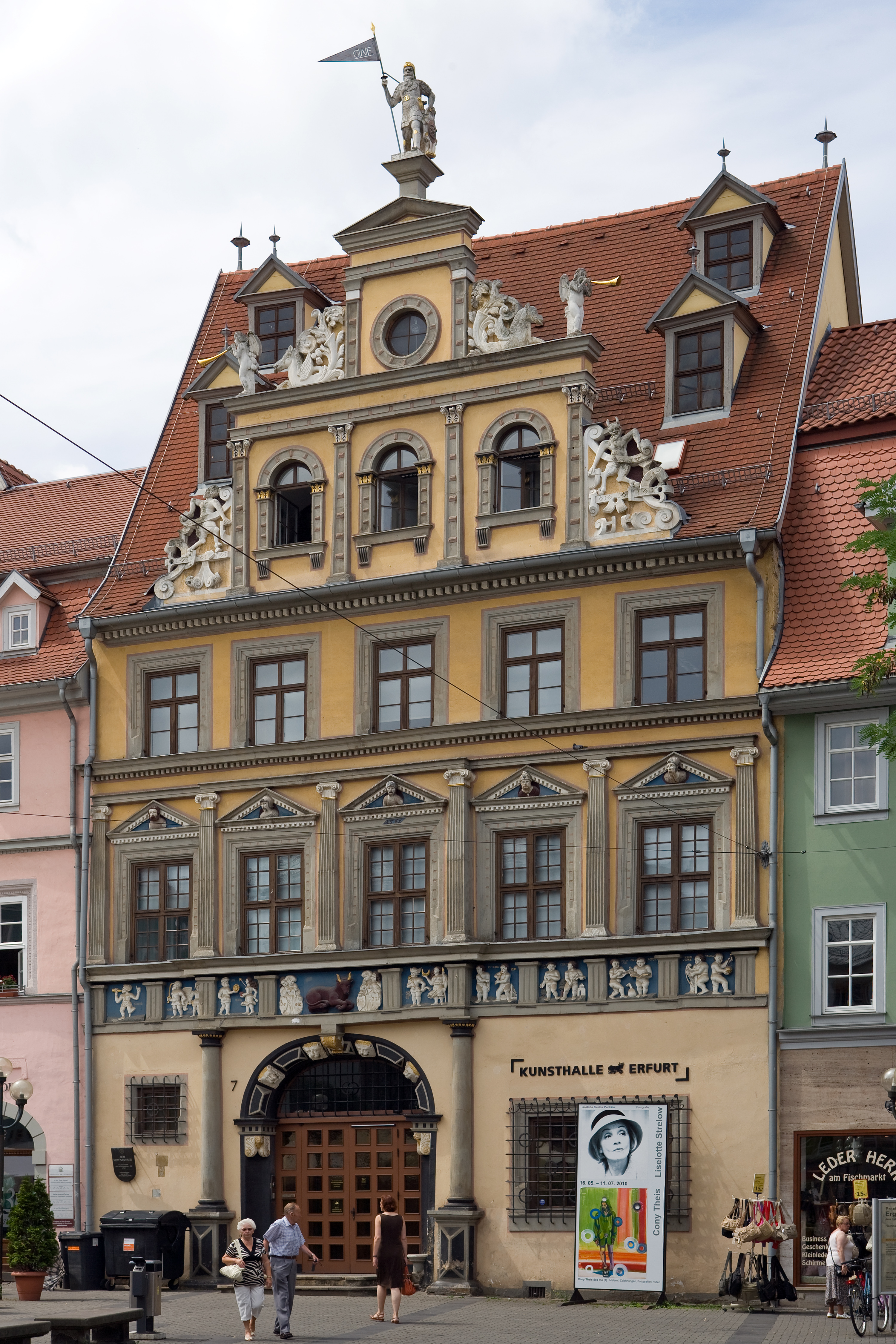
Haus zum Roten Ochsen (Juli 2010)

Das Haus zum Roten Ochsen ist ein Renaissance-Gebäude am Fischmarkt in Erfurt und gilt als eines der schönsten seiner Art in Deutschland.
Der Bau ist erstmals im Jahr 1392 erwähnt und wurde 1562 durch den Waid-Händler und Oberratsmeister Jacob Naffzer (ca. 1529–1586) aus Erfurt im Stil der Renaissance umgestaltet.

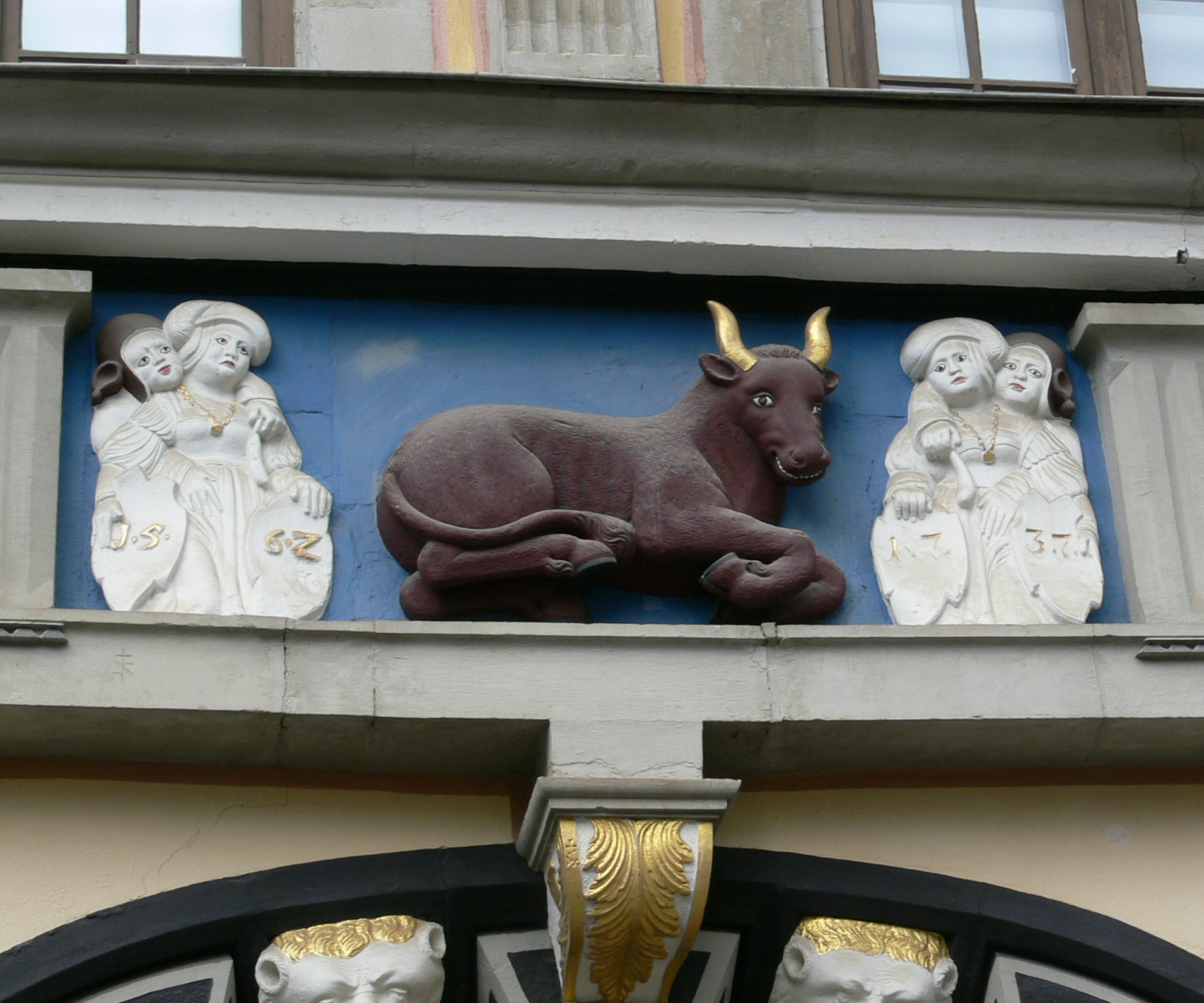
Der rote Ochse in der Mitte des Frieses über dem Erdgeschoss

An der Fassade oberhalb des Erdgeschosses befindet sich ein Fries, auf dem die Musen und die antiken Planetengötter dargestellt sind. In der Mitte ist der namengebende rote Ochse mit goldenen Hörnern zu sehen.
Im ersten Stock befindet sich der prächtig ausgestattete Renaissancesaal, in dem viele Ausstellungen stattfinden. Das Haus ist Sitz des Erfurter Kunstvereins.
Seit 1979 wird das damals renovierte Gebäude als „Galerie am Fischmarkt“ (seit  2000  Kunsthalle Erfurt) genutzt, nachdem es ab dem 18. Jahrhundert nicht nur als Wohn-, sondern auch als Geschäftshaus diente und in der ersten Hälfte des 20. Jahrhunderts ein Kino in ihm Platz gefunden hatte. 